# Chemin de Liffard
Le chemin de Liffard est une voie de Toulouse, chef-lieu de la région Occitanie, dans le Midi de la France.

## Situation et accès

### Description
Le chemin de Liffard est une voie publique. Il se trouve au cœur du quartier de Saint-Simon.
La chaussée compte une seule voie de circulation automobile, en sens unique, entre la rue Réguelongue et la fin de la rue Darboussier, et à double-sens, de la rue Darboussier à la route de Saint-Simon. Elle appartient à une zone 30 et la vitesse y est limitée à 30 km/h. Il n'existe pas de bande, ni de piste cyclable, quoiqu'elle soit à double-sens cyclable sur toute sa longueur.

### Voies rencontrées
Le chemin de Liffard rencontre les voies suivantes, dans l'ordre des numéros croissants (« g » indique que la rue se situe à gauche, « d » à droite) :
1. Rue Réguelongue
2. Rue Darboussier (g)
3. Allée Clarissa-Jean-Philippe (d)
4. Rue du Colonel-Pierre-Cabanié (g)
5. Impasse de Liffard (d)
6. Rue Darboussier (g)
7. Route de Saint-Simon

### Transports
Le chemin de Liffard n'est pas directement desservi par les transports en commun Tisséo. Il débouche cependant, à l'ouest, sur la route de Saint-Simon, parcouru par les deux lignes de bus 5358. À l'est, le chemin de Basso-Cambo abrite les arrêts de la ligne de bus 87.
Il existe plusieurs stations de vélos en libre-service VélôToulouse : les stations no 381 (4 chemin de Liffard) et no 382 (face 66 chemin de Liffard).

## Odonymie
Le chemin de Liffard tient son nom d'un important domaine agricole qu'il desservait. Dans la deuxième moitié du XVIe siècle, le domaine, vaste de 106 arpents, appartient à Liphard Vidault (ou Bidault), secrétaire de la reine de Navarre, Marguerite. En 1622, il est acheté par François de Buisson de Beauvoir, seigneur de Beauteville, puis en 1667 par Gabriel de Vendages de Malepeyre, conseiller à la sénéchaussée.
Au XVIe siècle, on trouve également au chemin le nom de Courtié et, au XVIIIe siècle, celui de Foulquier : probablement s'agit-il du nom d'autres domaines agricoles.

## Patrimoine et lieux d'intérêt

### Groupe scolaire Paul-Bert
- no  4 : écoles maternelle et élémentaire Paul-Bert.

### Équipements publics
- no  10 : centre culturel de quartier Saint-Simon.
- no  12 : stade Marcel-Sarcos.

### Maisons
- no  9 : maison toulousaine (deuxième moitié du XIXe siècle)[4].
- no  23 bis : maison (premier quart du XXe siècle)[5].
- no  27 bis : maison (deuxième quart du XXe siècle)[6].
- no  48 : maison toulousaine (deuxième moitié du XIXe siècle)[7].
- no  76 : maison (deuxième moitié du XIXe siècle)[8].